# ゲイリー・ギルモア
ゲイリー・マーク・ギルモア（Gary Mark Gilmore、1940年12月4日 - 1977年1月17日）は、アメリカの犯罪者、元死刑囚。1976年に弁護士を通じて死刑を要求し全米から注目されるなか執行される。当時、死刑の廃止の潮流にあったアメリカの流れを変えるきっかけになった。

## 生涯
1940年、テキサス州ウェーコに四人兄弟の次男として生まれる。父親は詐欺師で、偽名を使いながら全米を移動し横領、詐欺で逮捕され服役経験があり分かっているだけで７回も結婚し子供もいた過去があった。母親はモルモン教徒の農家に生まれた普通の娘で結婚後は二人で新聞社相手の広告詐欺をしながら全米を移動していたが、子供ができてから父親は妻子に暴力を振るうようになり経済的にも精神的にも不安定な環境で成長する。
４男が生まれた1951年頃から一家は定住し、堅気の仕事である本の出版で安定した収入を得るようになったが、ゲイリーは非行に走り10歳で盗みを始めて学校では手の付けられない問題児だった。中学で強盗罪で逮捕され感化院に送られたが脱走したり暴れたため特別練に隔離された。出所後も、犯罪をしては逮捕されるのを繰り返し高い知能と絵の才能があったにもかかわらず、州刑務所、連邦刑務所と人生の半分以上を塀の中で過ごす。獄中でも凶暴で他の囚人に重傷を負わせたり看守を脅して独房に頻繁に放り込まれた。塀の外でも職に就かず酒とドラッグに溺れ、喧嘩、窃盗を繰り返し仮釈放中に強盗で逮捕され11年の刑期を宣告され1976年4月まで服役した。出所後、身元引受人の母方の叔母が住むユタ州プロボに住む。そこで若いニコール・ベイカーと結婚したが、定職に就かず、盗みを繰り返したため愛想を尽かされて出て行かれてしまう。
7月19日、鬱憤が溜まって町をドライブしていた時、衝動的にガソリンスタンドを襲い強盗を働いた後、店員を射殺した。翌日もモーテルを襲い管理人を射殺した。この時の目撃者が元で逮捕された。
10月の裁判では有罪となり、死刑を宣告された。ユタ州の死刑制度では死刑囚は執行形式を銃殺刑か絞首刑かのいずれかを選択することが出来るため、ギルモアは銃殺刑を選んだ。アメリカでは1967年の死刑制度再検討のためのモラトリアム実施以来、世界的な死刑廃止の潮流の高まりもあって死刑執行が停止されており、アメリカにおいても死刑廃止がいよいよ現実味を帯び始めたところだった。
ところが、これ以上の刑務所生活を望まないギルモアは新たに弁護士を雇い「死刑にされる権利」を州知事に要求する。しかし叶わなかったことからニコールと同時刻に睡眠薬を飲み自殺を図るが失敗した。この頃には世界中のマスコミの注目の的になっており、日本でも新聞、雑誌で取り上げられた。全米のニュースのトップをかざり彼の写真はニューズウィークの表紙にもなった。ワシントンD.C.で開かれた死刑制度に関する連邦議会の公聴会にも証人として出席し、いくつかの意見を述べている。
家族や死刑廃止団体が最後まで説得したものの、ギルモアは嘲笑し聞く耳を持たず、最終的には権利を勝ち取った。執行前にはハンガーストライキを行い、1977年1月17日、本人の希望どおりに複数の銃撃者により処刑された。

## 死後
- その後、アメリカでは死刑が再開されるようになった。
- 生前、獄中インタビューをした作家ノーマン・メイラーは『死刑執行人の歌―殺人者ゲイリー・ギルモアの物語』を執筆。ピューリッツアー賞を受賞した。
- 末弟マイケル・ギルモア（英語版）は音楽ライターとなり、自身の一族の物語『心臓を貫かれて』を発表し話題を呼んだ。他の兄弟とともに、一族の血を後世に残す気がないために子供をつくらなかった。